# ستيفن ماكدونا
ستيفن ماكدونا (بالإنجليزية: Stephen McDonagh)‏ هو لاعب قذف أيرلندي، ولد في 15 أكتوبر 1969 في Bruree ‏ في جمهورية أيرلندا.